# Daina

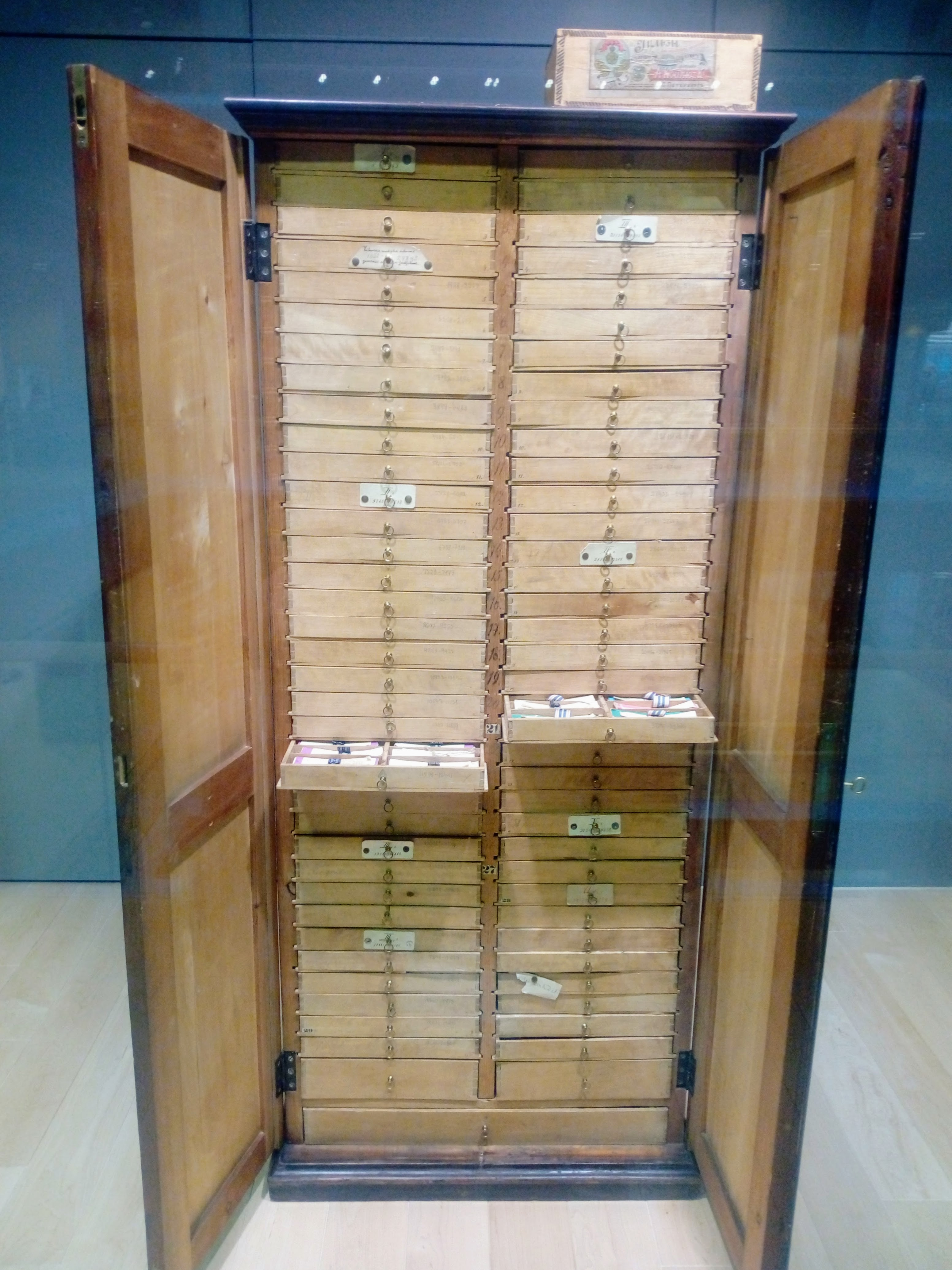
Baronsova sbírka v Lotyšské národní knihovně

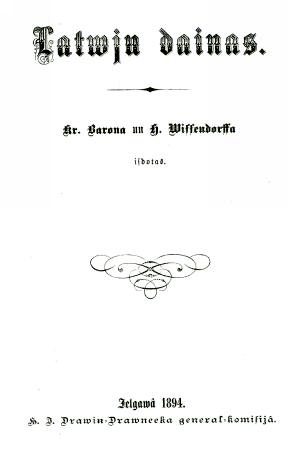
První vydání Baronsovy sbírky

Daina je označení pro lotyšskou lidovou báseň nebo píseň. Nazývají se tak i básně a písně litevské, ty ale vykazují odlišné rysy, jsou podobnější jiným slovanským a ovlivněné křesťanstvím. Lotyšské dainy proti tomu obsahují v hudební složce zcela specifické prodlevy a ve složce obsahové předkřesťanská témata a legendy. Zpěv dain bývá doprovázen hudebními nástroji, jako jsou kokle. Dainy bývají velmi krátké (obvykle čtyřřádkové, jen výjimečně šestiřádkové) a jsou obvykle v trochejském metru (asi 95 %), v němž nepřízvučná slabika následuje po přízvučné. Menšina dain je v daktylském metru. Lotyšská lidová píseň byla poprvé písemně zaznamenána v roce 1584 při obvinění solníků z Rigy z čarodějnictví. Studium a sběr dain inicioval Johann Gottfried Herder, když v letech 1764 až 1769 působil jako učitel v Rize. Dainy významně ovlivnily formování jeho teorie lidové kultury. Pod Herderovým vlivem se sběru dain začali ponejprv věnovat Baltští Němci a obvykle je také překládali do němčiny. První ucelená sbírka dain (Latvju Dainu) začala být vydávána v roce 1894 Krišjānisem Baronsem. Barons pak pokračoval ve vydávání dain až do roku 1915, vydal nakonec šest svazků. Tento čin sehrál velkou roli v procesu lotyšského národního obrození. Barons shromáždil  268 815 dain. Jeho sbírka (Dainu skapis), kterou dnes vlastní Lotyšská národní knihovna, byla roku 2001 zapsána do programu Paměť lidstva organizace UNESCO. Dainy dodnes sehrávají význačnou roli v lotyšské národní identitě.

## Mytologie
Dainy obsahují domorodou mytologii, ale na rozdíl od většiny podobných forem (např. ruských) nemají žádné legendární hrdiny. Příběhy se často točí kolem předkřesťanských božstev, jako je bohyně slunce Saule a bůh měsíce Mēness. Existují dainy, které také nemají mytické téma – mnohé jednoduše popisují každodenní život agrární společnosti. Dalším velkým tématem je cyklus lidského života: narození, svatba a smrt. Dainy týkající se porodu jsou hluboce emotivní a obvykle se v nich objevuje postava matky nejen jako osoba, která porodí, ale také jako osoba, která určuje osud dítěte. Objevuje se v nich také božstvo osudu Laima a tyto dainy byly zpívané bezprostředně po narození, které se tradičně odehrávalo v lázních. Část dain se od ostatních odlišuje erotickými a sexuálními tématy a výsměchem. Ty jsou známé jako nerātnās (nezbedné). Dainy věnované smrti se často vztahují k pohřebním zvykům. Vystupuje v nich nezřídka ženský bůh související se světem mrtvých známý jako kapu māte, veļu māte, zemes māte nebo smilšu māte (matka hrobů, matka mrtvých, matka země, matka písku).